# Manwë
Manwë er en fiktiv figur i J.R.R. Tolkiens univers. Han er et gudelignende væsen, der optræder i fortællingen Silmarillion.
Manwë er den næstmægtigste vala efter Melkor. Han er konge i både Aman og Arda og kaldes Urkongen. Manwë er den af alle ainurne, der ligner sin tvillingebroder Melkor mest i Ilúvatars tanke. Han er den tredjemægtigste skabning i hele Tolkiens univers (den mægtigste er Eru, og den næstmægtigste er Melkor). Manwë er luftens vala og kaldes også Sulimo (Ardas åndedræt).
| Fiktion | Spire Denne artikel om en historie eller noget fiktivt er en spire som bør udbygges. Du er velkommen til at hjælpe Wikipedia ved at udvide den. |